# ANT-20
ANT-20 Maksym Gorki – radziecki samolot transportowo-propagandowy z 1934 r., konstrukcji Tupolewa.

## Historia

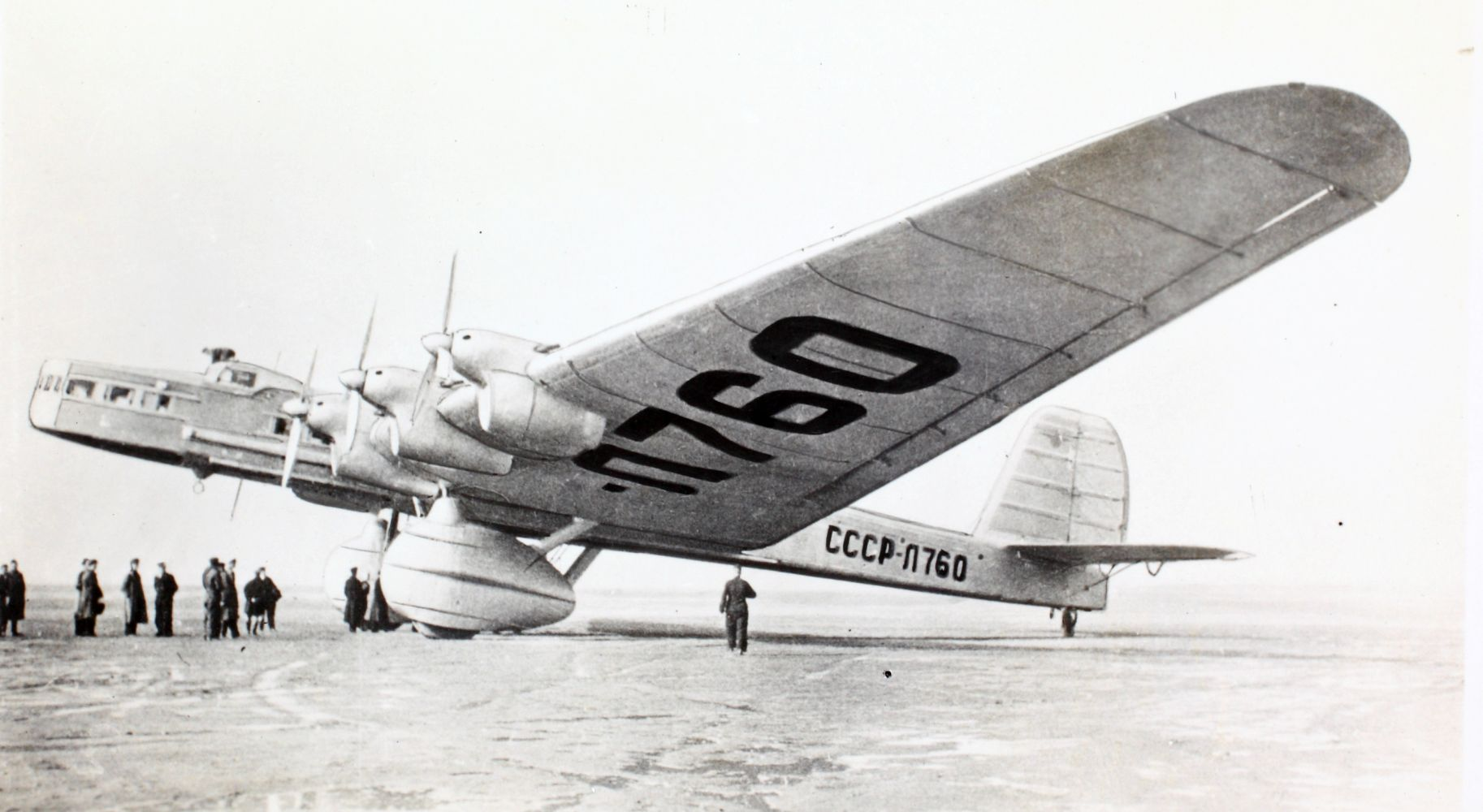
ANT-20bis, 1937 r.

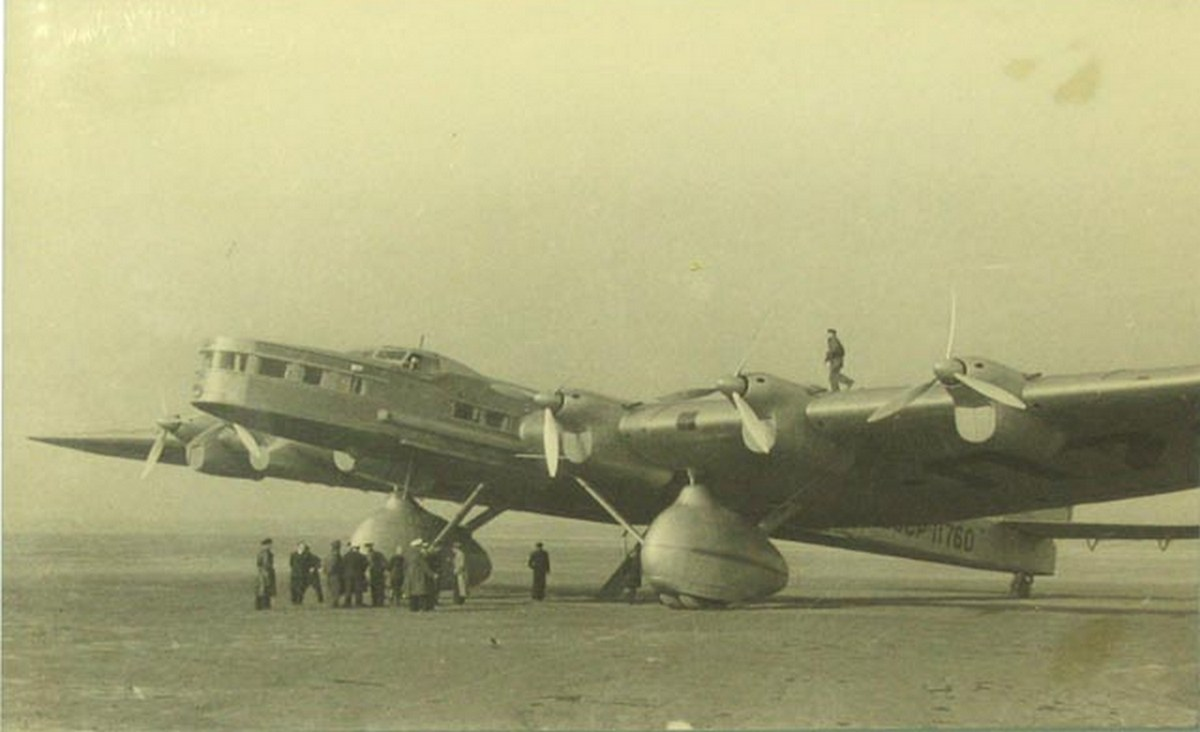
ANT-20bis

Samolot został zaprojektowany przez Andrieja Tupolewa i zbudowany między 4 lipca 1933 i 3 kwietnia 1934. Powstanie maszyny związane było z czterdziestoleciem pracy pisarskiej Maksyma Gorkiego i na jego cześć właśnie jedyny zbudowany egzemplarz otrzymał swoją nazwę. Konstrukcja poprzedzona została ogólnokrajową zbiórką pieniędzy, która przyniosła sześć milionów rubli. Miał to być główny samolot tzw. eskadry agitacyjnej, złożonej przeważnie z transportowców, której celem było docieranie do słabo rozwiniętych i trudno dostępnych obszarów ZSRR oraz prowadzenie szkolenia politycznego i szerzenia oświaty.
Tupolew, rozwijając konstrukcję sześciosilnikowego bombowca ANT-16, zwiększył jego rozmiary i zastosował silniki M-34FRN o mocy 900 KM. Sześć silników umieszczono na krawędzi natarcia olbrzymiego skrzydła wolnonośnego, a dalsze dwa na pylonie nad kadłubem. Samolot mógł pomieścić ośmioosobową załogę i 72 pasażerów, ale jego głównym zadaniem nie była komunikacja lotnicza – na pokładzie znajdowała się drukarnia do powielania ulotek zrzucanych podczas lotu, projektor do wyświetlania przezroczy i filmów na chmurach lub zasłonie dymnej, laboratorium fotograficzne oraz olbrzymi głośnik do przekazywania treści propagandowych na dużym obszarze.
ANT-20 (pierwotnie oznaczony jako TB-4) został oblatany 17 czerwca 1934, po czym rozpoczął pracę agitacyjną w sierpniu 1934 i wykonał wiele lotów nad Moskwą i jej okolicami. Ustanowił przy tym kilka rekordów lotniczych udźwigu. W tym czasie był to największy samolot świata. 18 maja 1935 odbył ostatni lot na paradzie nad Moskwą, w otoczeniu trzech mniejszych samolotów. Podczas tego lotu, pilot towarzyszącego mu myśliwca I-5 Nikołaj Błagin próbował wykonać pętlę wokół skrzydła Maksyma Gorkiego. Uderzył w nie, w wyniku czego obie maszyny runęły na ziemię. Zginęły wówczas 52 osoby na pokładzie Gorkiego, w tym 33 członków rodzin konstruktorów, 7 osób na ziemi oraz Błagin. Według oficjalnej wersji podanej przez władze radzieckie, pilot lekkomyślnie wykonał nieplanowaną figurę akrobacji. Obecnie przypuszcza się jednak, że w istocie akrobacje mogły być planowane, a po tragicznym końcu Błagin stał się „kozłem ofiarnym” w celu zrzucenia odpowiedzialności z władz.
Po tym wypadku rozpoczęto następną zbiórkę pieniędzy, lecz przemysł lotniczy miał już inne zadania, a sama konstrukcja samolotu była już przestarzała. Zbudowano tylko sześciosilnikowy ANT-20bis z silnikami AM-34 FRNW o mocy 1200 KM. Maszyna ta eksploatowana była przez linie lotnicze Aerofłot do końca 1942 roku.

## Wersje
- ANT-20 Maksym Gorki – osiem silników M-34 FRN (900 KM), 72 miejsca pasażerskie lub wyposażenie agitacyjne
- ANT-20bis – sześć silników AM-34 FRNW (1200 KM), 64 miejsca pasażerskie

## Opis techniczny
Wolnonośny dolnopłat konstrukcji metalowej, kryty duralową blachą falistą. Podwozie samolotu stałe. Usterzenie tradycyjne. Śmigła trójłopatowe.
- Podobne samoloty:

Junkers G 38
- Ciąg oznaczeń:

ANT-16 – ANT-17 – ANT-18 – ANT-20 –
ANT-21 – ANT-22 – ANT-23